# Strongylura exilis
Strongylura exilis är en fiskart som först beskrevs av Girard, 1854.  Strongylura exilis ingår i släktet Strongylura och familjen näbbgäddefiskar. IUCN kategoriserar arten globalt som livskraftig. Inga underarter finns listade i Catalogue of Life.